# Calyciphora albodactylus
Calyciphora albodactylus är en fjärilsart som beskrevs av Fabricius 1794. Calyciphora albodactylus ingår i släktet Calyciphora och familjen fjädermott. Inga underarter finns listade i Catalogue of Life.